# 太田政弘

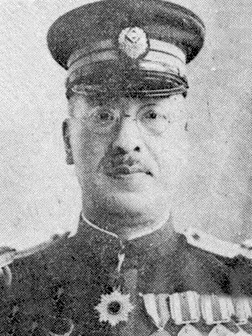
太田政弘

太田 政弘（おおた まさひろ、1871年11月16日（明治4年10月4日） - 1951年（昭和26年）1月24日）は、日本の内務官僚、政治家。正三位。警視総監（第30代）、関東長官（第6代）、台湾総督（第14代）、貴族院議員。

## 経歴
山形県出身。鶴岡藩士・弁護士、太田政道の長男として生まれる。山形中学、第一高等学校を経て、1898年（明治31年）7月、東京帝国大学法科大学法律学科（英法）を卒業。内務属となり内務省警保局警務課勤務となる。1899年（明治32年）11月、文官高等試験に合格。1900年（明治33年）2月、三重県事務官に就任し、さらに同県内務部第1課長を務める。
1902年（明治35年）3月、宮崎県警察部長に就任。以後、島根県警察部長、愛媛県警察部長、愛媛県事務官・第四部長（同県警察部の改称）、長崎県事務官・第四部長を歴任。1906年（明治39年）8月、警視庁官房主事に発令され、さらに第一部長兼消防本部長となる。1909年（明治42年）7月、指紋制度研究のため欧米に出張し1910年（明治43年）4月に帰国。1912年（大正元年）12月、警保局長に就任し、1913年（大正2年）2月まで在任し休職した。
1913年6月、福島県知事となり、以後、石川、熊本、新潟、愛知の各県知事を歴任。1924年（大正13年）6月、警視総監に就任し、1927年（昭和2年）4月までこれをつとめた。
1926年（大正15年）1月29日、貴族院勅選議員に勅任され、研究会に属し1947年（昭和22年）5月に貴族院が廃止されるまでこれをつとめた。その間、1929年（昭和4年）8月には関東長官を、1931年（昭和6年）1月には第14代台湾総督に就任し1932年（昭和7年）3月に辞任。その後立憲民政党総務となっている。
戦後、関東長官のため公職追放となった。

## 栄典
位階
- 1900年（明治33年）5月30日 - 従七位[2]
- 1902年（明治35年）7月16日 - 正七位[3]
- 1904年（明治37年）6月20日 - 従六位[4]
- 1906年（明治39年）10月20日 - 正六位[5]
- 1908年（明治41年）12月21日 - 従五位[6]
- 1913年（大正2年）2月20日 - 正五位[7]
- 1918年（大正7年）6月10日 - 従四位[8]
- 1923年（大正12年）8月30日 - 正四位[9]
- 1927年（昭和2年）5月16日 - 従三位[10]
- 1951年（昭和26年）1月24日 - 正三位[11]

勲章等
| 受章年                    | 略綬 | 勲章名                   | 備考 |
| ------------------------- | ---- | ------------------------ | ---- |
| 1906年（明治39年）4月1日  |      | 勲五等双光旭日章         |      |
| 1912年（大正元年）8月1日  |      | 韓国併合記念章           |      |
| 1915年（大正4年）11月10日 |      | 大礼記念章（大正）       |      |
| 1917年（大正6年）1月29日  |      | 勲三等瑞宝章             |      |
| 1920年（大正9年）11月1日  |      | 旭日中綬章               |      |
| 1924年（大正13年）2月23日 |      | 勲二等瑞宝章             |      |
| 1928年（昭和3年）11月10日 |      | 金杯一個                 |      |
| 1930年（昭和5年）12月5日  |      | 帝都復興記念章           |      |
| 1932年（昭和7年）4月13日  |      | 勲一等瑞宝章             |      |
| 1940年（昭和15年）8月15日 |      | 紀元二千六百年祝典記念章 |      |

外国勲章佩用允許
| 受章年                    | 国籍     | 略綬 | 勲章名                 | 備考 |
| ------------------------- | -------- | ---- | ---------------------- | ---- |
| 1908年（明治41年）1月14日 | 大韓帝国 |      | 勲三等八卦章           |      |
| 1935年（昭和10年）9月21日 | 満洲帝国 |      | 満洲帝国皇帝訪日記念章 |      |
| 1941年（昭和16年）12月9日 | 満洲帝国 |      | 建国神廟創建記念章     |      |

## 親族
- 長男 太田政明（内務省官吏）
- 二男 高橋政知（実業家。元オリエンタルランド社長、東京ディズニーランド生みの親）
- 娘婿 横山正（内務省官吏）・島田昌勢（内務省官吏）